# Casa del Centenario

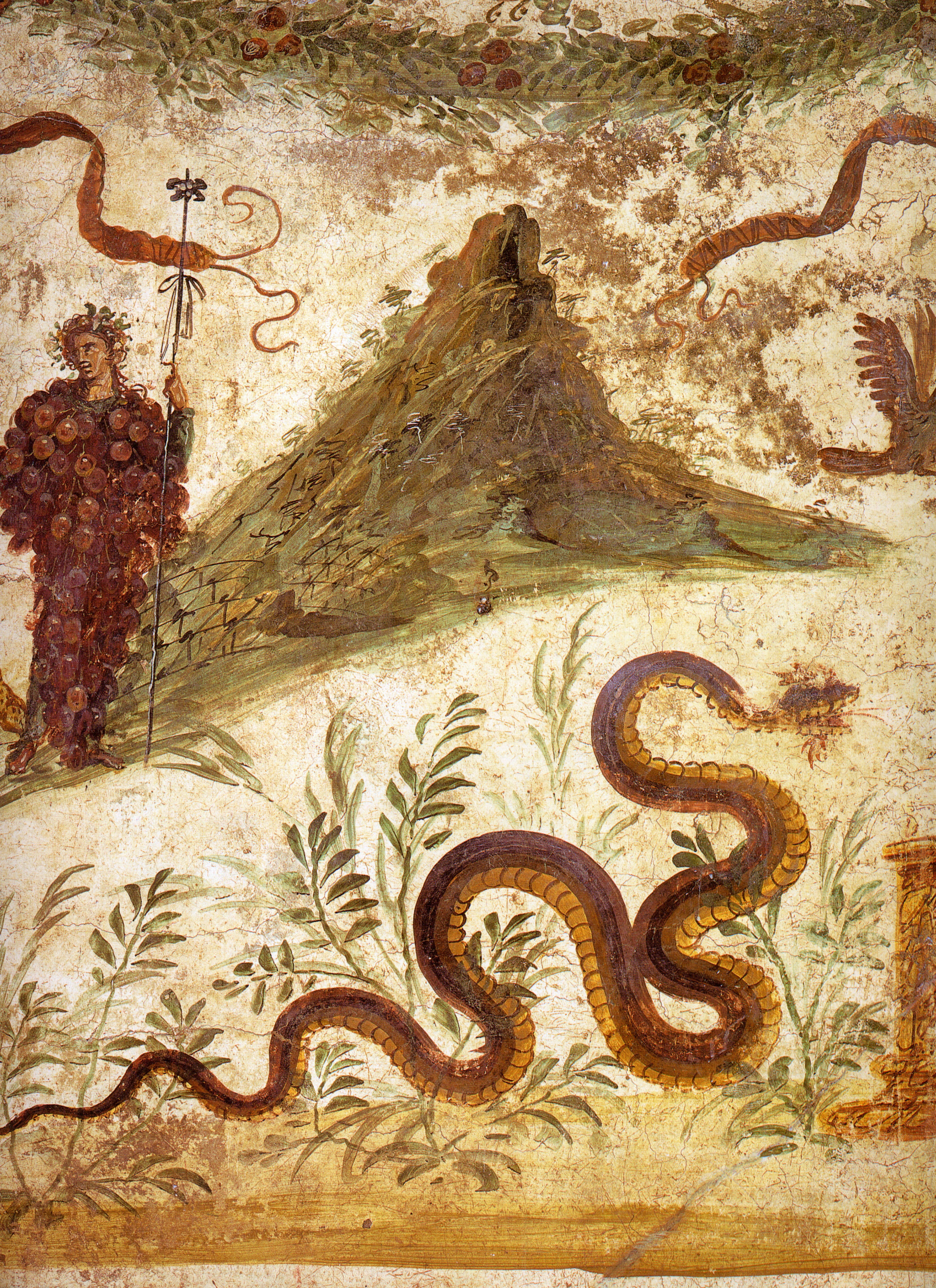
Pintura en el larario de la Casa del Centenario: Baco vestido como racimo de uvas, acompañado del genio protector del hogar en forma de serpiente y un altar cilíndrico ante el Vesubio, tal como aparecía antes de la erupción.

La Casa del Centenario (en italiano, Casa del Centenario) era la casa de un residente rico de Pompeya, preservada por la erupción del monte Vesubio en el año 79. La casa fue descubierta en 1879, y se le dio su nombre moderno porque para entonces se conmemoraba el 18º centenario de la catástrofe. Construida a mediados del siglo II antes de Cristo, es una de las casas más grandes de la ciudad, con baños privados, un ninfeo, un estanque de peces (piscina), y dos atrios. La Casa del Centenario se sometió a una remodelación alrededor del 15 d. C., momento en el que se añadieron al complejo los baños y la piscina. En los últimos años antes de la erupción, varias habitaciones habían sido ampliamente redecoradas con una serie de pinturas en el cuarto estilo pompeyano.
Aunque la identidad del dueño de la casa no se sabe con certeza, se han hecho investigaciones y se piensa que esta casa podría ser de Aulo Rustio Vero o Tiberio Claudio Vero, ambos políticos locales.
Entre las diversas pinturas que se conservan en la Casa del Centenario se encuentra la representación más antigua conocida del Vesubio, tal como aparecía entonces, con una sola cima y cubierto de viñedos, así como escenas eróticas explícitas en una habitación que puede haber sido diseñada como una sala para celebrar orgías privadas.

## Sitio y características
Para fines de estudio arqueológico e histórico, Pompeya se divide en nueve regiones, cada una de las cuales contiene bloques numerados (insulae) . Dentro de un bloque, las puertas están numeradas en sentido horario o antihorario; el Centenario está numerado IX.8.3-6. Pertenece a la lujosa " toba " período de la arquitectura de Pompeya, que se caracteriza por el uso de grano fino gris de toba volcánica que fue extraído alrededor de Nuceria.

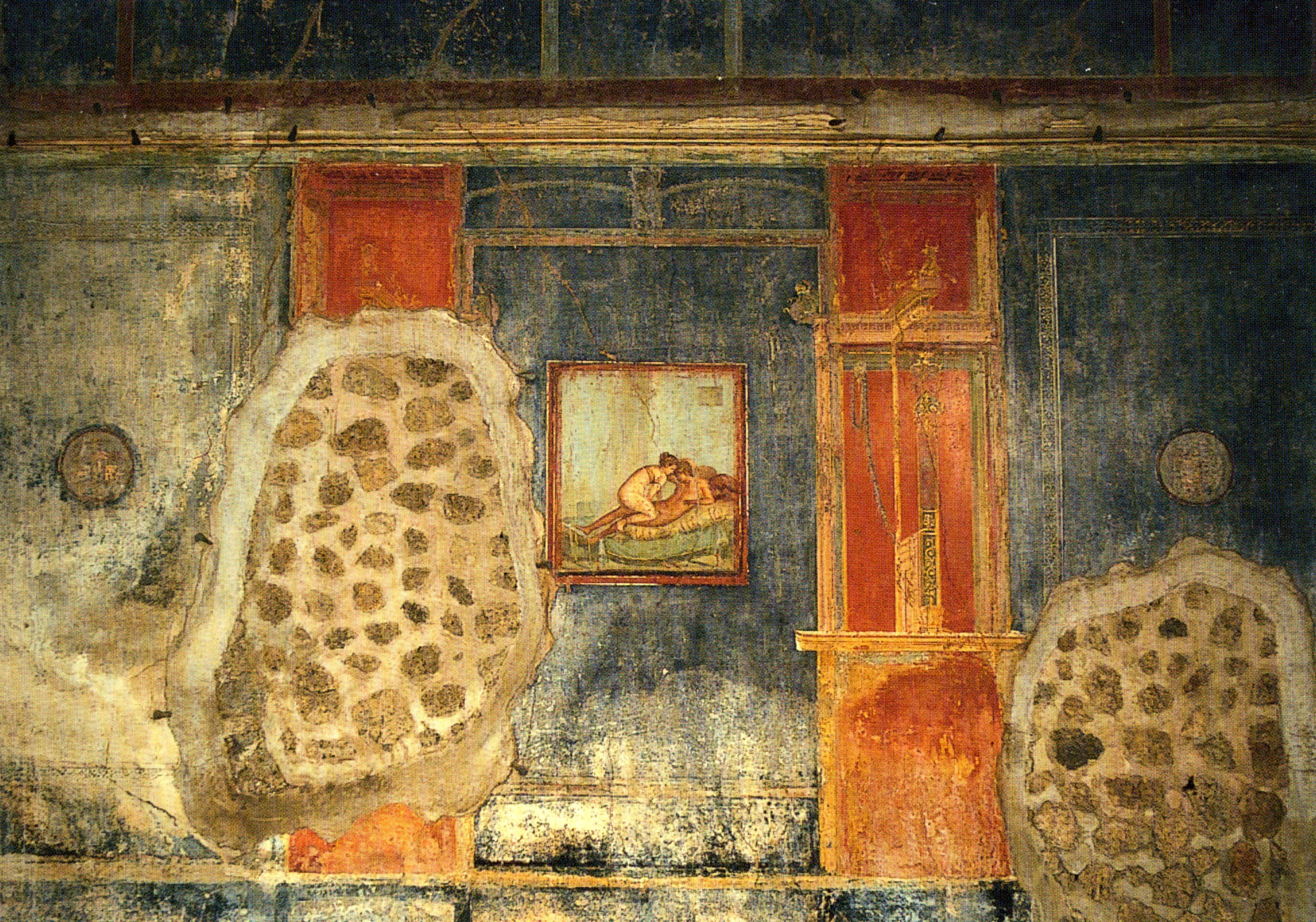
Pintura erótica en la pared del "sex club", con daños revelando el ladrillo bajo los paneles pintados.

De los dos atrios, el más grandioso conduce a las habitaciones más decoradas. El atrio más pequeño podría haber sido privado para la familia y el acceso del servicio. El triclinium o comedor estaba situado para que el invitado de honor pudiera ver el jardín cerrado. El propio comedor estaba decorado con frescos mostrando tallos verticales entrelazados con zarcillos en los que se posaban los pájaros, con candelabros adornados con hojas en los paneles entre ellos. La casa tenía su propia panadería, situada en un sótano bajo los cuartos de servicio en el lado oeste.
Un grafito en la letrina usa la rara palabra cacaturit  ("quiere mierda") encontrada también una vez en los Epigramas de Marcial. Otro registra el intento de huida de de un esclavo: "Oficioso escapó el 6 de noviembre del consulado de Druso César y M. Junio Silano" (15 d. C.).
Se ha sugerido que una habitación aislada (numerada 43), que estaba decorada con escenas explícitas de relaciones sexuales entre mujeres y hombres, funcionaba como un "club de sexo" privado. Los invitados habrían entrado en el atrio más pequeño y reservado, pasando por un pasillo y por un triclinio y una antecámara para alcanzarlo. Algunas habitaciones similares en las casas de Pompeya sugieren que la intención era crear el ambiente de un burdel en un hogar, para las fiestas en las que los participantes desempeñaban los roles de prostituta o cliente, o para las cuales prostitutas reales fueron contratadas para entretener a los invitados. Una pequeña abertura curiosamente colocada en la pared pudo haber servido para practicar voyeurismo. Otros estudiosos clasifican la Sala 43 simplemente como un dormitorio (cubiculum), en que a menudo se presentaban imágenes eróticas, y no es necesario concluir que algún entretenimiento sexual se ofreciera a los huéspedes allí.